# Церковь Косьмы и Дамиана в Коровниках
Храм святых чудотворцев и бессребреников Косьмы и Дамиана (Козьмодемьянская церковь в Коровниках) — старообрядческий православный храм в городе Суздале Владимирской области, в бывшем селе Коровники на левом берегу Каменки. Относится к Нижегородско-Владимирской епархии Русской православной старообрядческой церкви. Является памятником регионального значения.
Летняя Козьмодемьянская церковь XVIII века образует архитектурный ансамбль с зимней Крестовоздвиженской церковью конца XVII века. Построена из кирпича в стиле провинциального барокко и по архитектурной композиции представляет собой восьмерик на четверике. На высокий восьмерик поставлен изящный узорчатый барабан с кокошниками, увенчанный небольшой луковичной главкой. Стены лаконично украшены оконными наличниками, небольшим порталом и угловыми пилястрами.

## История
В 1970-е годы Козьмодемьянская церковь с колокольней, наполовину разрушенная, была восстановлена силами Суздальского реставрационного участка. Обе церкви использовались под склады. В апреле 1996 года Козьмодемьянская церковь получила статус памятника архитектуры.
26 мая 2015 года церковь посетил митрополит Корнилий (Титов), который отметил, что главной проблемой суздальских старообрядцев является ветхое состояние храма: «Многие из старообрядческих храмов, переданных Церкви, сегодня в плачевном состоянии. Восстановление священникам приходится начинать буквально с нуля. Храм свв. Козьмы и Дамиана в Суздале передан старообрядцам в 2000 году, однако все бюрократические вопросы решены совсем недавно. Храмы свв. Козмы и Дамиана и летний Крестовоздвиженский находятся в процессе восстановления после долгих лет разрухи». Тогда же Суздальскую старообрядческую общину посетил Глава администрации Суздаля Александр Всеволодович Разов.
14 декабря 2015 года митрополит Коринилий освятил престол суздальского храма во имя святых чудотворцев и бессребреников Косьмы и Дамиана.
28 февраля 2016 года митрополит Московский и всея Руси Корнилий рукоположил во иереи Димитрия Маслова. С появлением священника начались регулярные молитвы, служение литургии. По мере сил и возможностей ведётся восстановление и украшение церкви.